# Црвулево
Црвулево (мак. Црвулево) — село у Північній Македонії, яке входить до складу общини Карбинці, що в Східному регіоні країни.
Громада складається з 51 особи (перепис 2002): за національністю — 42 македонці, 1 серб і 8 арумунів. Село розкинулося в передгірній низовинній місцині (середні висоти — 493 метри), яку македонці називають Овче поле.